# Долосчанская волость
Долосчанская волость — упразднённая административно-территориальная единица 3-го уровня и бывшее муниципальное образование со статусом сельского поселения в Себежском районе Псковской области России.
Административный центр — деревня Долосцы.

## География
Территория волости граничила на северо-западе с Лавровской, на севере — с Мостищенской, на востоке — с Бояриновской волостями Себежского района, на юге и юго-западе — с Белоруссией.
На территории волости расположены озёра: Осыно или Осинно (8,2 км², глубиной до 10 м), Аннинское или Малое Олбито (1,3 км², глубиной до 7,6 м), Долосцы (1,1 км², глубиной до 7,4 м), Альбецкое или Олбитце (0,7 км², глубиной до 6 м), Томсино или Томсинское (0,5 км², глубиной до 6 м), Анисимово (0,5 км², глубиной до 5,4 м), Девицы (0,3 км², глубиной до 6 м) и др.

## Население
Численность населения Долосчанской волости по переписи населения 2002 года составила 375 жителей.

## Населённые пункты
В состав Долосчанской волости входило 33 деревни: Долосцы, Ашнарово, Булавчино, Веремеево, Воловники, Девицы, Зуи, Коклино, Мощеное, Мыленки, Мельница, Непадовичи, Нища, Питюли, Прошково, Томсино, Осыно, Аннинское, Большое Дроздово, Гончарово, Дашково, Звонки, Клесино, Ковалевка, Красиково, Лаврово, Новиково, Плиговки, Полейковичи, Скоково, Сутоки, Старый Пруд, Песчанка.

## История
Постановлением Псковского областного Собрания депутатов от 26 января 1995 года все сельсоветы в Псковской области были переименованы в волости, в том числе Долосчанский сельсовет был превращён в Долосчанскую волость.
Законом Псковской области от 28 февраля 2005 года была упразднена Осынская волость, территория которой была включена в Долосчанскую волость, в новых границах которой было также создано муниципальное образование Долосчанская волость со статусом сельского поселения с 1 января 2006 года в составе муниципального образования Себежский район со статусом муниципального района.
На референдуме 11 октября 2009 года было поддержано объединение ряда волостей Себежского района, в том числе Долосчанской с соседними. Законом Псковской области от 3 июня 2010 года Долосчанская волость была упразднена и путём объединения с Глембочинской, Дубровской, Лавровской и Томсинской волостями к 1 июля 2010 года было образовано новое муниципальное образование «Себежское» со статусом сельского поселения и с административным центром в городе Себеж.